# Tim O’Connor
Timothy Joseph O’Connor (Chicago, Illinois, 1927. július 3. – Nevada City, Kalifornia, 2018. április 5.) amerikai színész.

## Fontosabb filmjei
- Master Minds (1949)
- Incident In San Francisco (1971, tv-film)
- The Failing of Raymond (1971, tv-film)
- Wild in the Sky (1972)
- The Groundstar Conspiracy (1972)
- A 110. utca (Across 110th Street) (1972)
- San Francisco utcáin (The Streets of San Francisco) (1972–1977, tv-sorozat, négy epizódban)
- Az idegen (The Stranger) (1973, tv-film)
- Sssssss (1973)
- Columbo (1973, 1976, tv-sorozat, két epizódban)
- Wheels (1978, tv-film)
- Buck Rogers és a 25. század (Buck Rogers in the 25th Century) (1979)
- Hazárd megye lordjai (The Dukes of Hazzard) (1982, tv-sorozat, egy epizódban)
- La cruz de Iberia (1990)
- Csupasz pisztoly 2 ½ (The Naked Gun 2½: The Smell of Fear) (1991)
- Star Trek: Az új nemzedék (Star Trek: The Next Generation) (1992, tv-sorozat, egy epizódban)
- Walker, a texasi kopó (Walker Texas Ranger) (1995, tv-sorozat)
- Dreams Awake (2011)

## További információ
- Tim O’Connor a PORT.hu-n (magyarul)
- Tim O’Connor az Internetes Szinkronadatbázisban (magyarul)
- Tim O’Connor az Internet Movie Database-ben (angolul)
- Tim O’Connor a Rotten Tomatoeson (angolul)